# Labrocerus jaynei
Labrocerus jaynei là một loài bọ cánh cứng trong họ Dermestidae. Loài này được Sharp in Blackburn & Sharp miêu tả khoa học năm 1885.